# Fatou Diouck
Fatou Diouck, född 19 juni 1985 i Rufisque, Senegal är en volleybollspelare (högerspiker).
Diouck började spela volleyboll som 13-åring. Hon var den första av flera spelare från sin födelseort att bli proffs. Hon har spelat med ett stort antal klubbar i Europa och Asien. Hon har även varit kapten för Senegals landslag 2007 och utsågs till bästa anfallare vid afrikanska mästerskapet 2015. 